# Immundula-Verlag
Der Immundula-Verlag wurde im Februar 2023 gegründet. Der Verlag veröffentlicht die Zeitschriften DVD BLU-RAY SPECIAL, MOVIESTAR, STREAMING SERIEN HIGHLIGHTS (früher: TV SERIEN HIGHLIGHTS), MOVIESTAR RETRO und SERIEN RETRO.

## Gründungsmitglieder
Nach der Insolvenz des MPW-Verlags im Dezember 2022 gründeten die ehemaligen Redakteure Peter Osteried, Uwe Raum-Deinzer und Jürgen Krainhöfner einen eigenen Verlag und übernahmen die drei existierenden Zeitschriften DVD Blu-ray Special, Moviestar und TV Serien Highlights aus der Insolvenzmasse. Das vierte Gründungsmitglied des Immundula Verlags ist Isi Osteried. Im Dezember 2023 startete zudem das vierteljährlich erscheinende Magazin Moviestar Retro. 2024 wurde dann TV Serien Highlights in Streaming Serien Highlights umbenannt, da inzwischen die meisten Serien als Stream angeboten werden. Ende 2024 brachte der Verlag zusätzlich das neue Magazin Serien Retro erfolgreich auf den Markt.

## Zeitschriften
- DVD Blu-ray Special (früher: DVD Special)
- Moviestar
- Streaming Serien Highlights (früher: Television, TV Highlights, TV Highlights 14 Tage und TV Serien Highlights)
- Moviestar Retro
- Serien Retro